# 株札

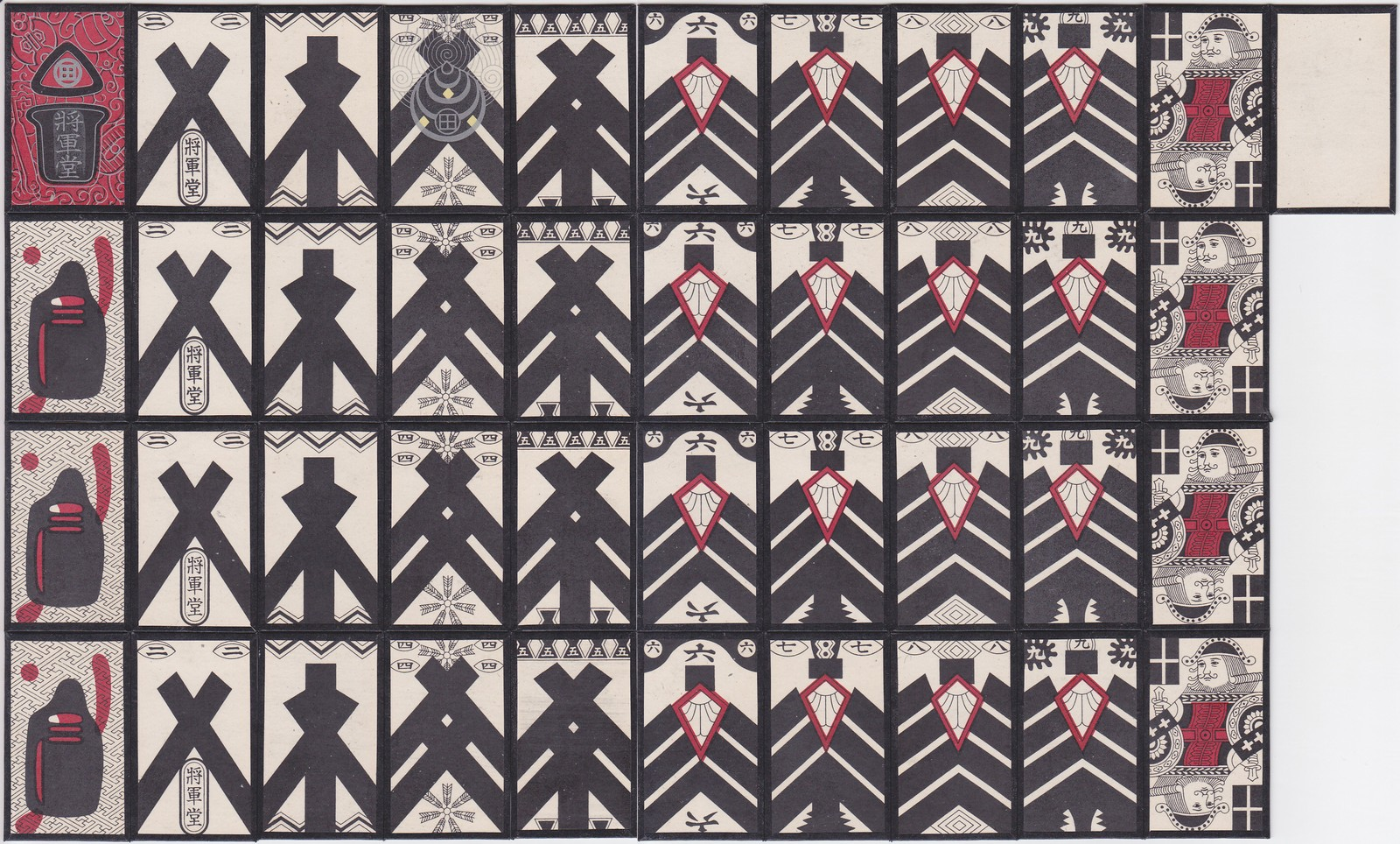
田村将軍堂的株札

株札，是日本傳統遊戲牌牌具，由天正札演變。

## 牌具
序數牌一到十，為棍棒一門花色，每種四張。人頭牌為十。有些再增加一張空白牌，共四十九張。

## 玩法
有以下玩法。
- おいちょかぶ
- 五枚株
- 京かぶ
- きんご